# 1. bosanskohercegovački korpus Kralj Tomislav
Prva dobrovoljačka pukovnija Kralj Tomislav, kasnije 1. bosanskohercegovački korpus Kralj Tomislav bila je jedinica HVO-a i Armije BiH početkom rata u BiH. Pukovniju je osnovao Mate Šarlija Daidža, koji je bio i njen prvi zapovjednik.

## Povijest
Pukovnija je formirana u siječnju 1992. u Opuzenu. Zapovjedništvo pukovnije bilo je u Vrgorcu. Na nekim dokumentima iz ratnog doba, pukovnija se naziva i Prvi bosanskohercegovački korpus Kralj Tomislav. Prema nekim tvrdnjama, ova jedinica bila je formirana radi naoružavanja i obuke svih koji su se željeli boriti za BiH. U lipnju 1992. pukovnija zajedno s ostalim jedinicama HVO-a sudjeluje u zauzimanju Čapljinske kasarne koju su držale jedinice JNA.
Sve do sukoba HVO-a i Armije RBiH, u sastavu pukovnije nalazio se veliki broj bošnjačkih dobrovoljaca i časnika koji su nakon sukoba istupili iz pukovnije i pridružili se Armiji RBiH.
1. Dobrovoljačka pukovnija Kralj Tomislav poslije je preustrojena u elitnu HVO-ovu postrojbu "PPN Ludvig Pavlović" i "Crvenkapice", koja se kasnije preustrojila u elitnu HVO-vu postrojbu "Nahid Kulenović", čiji su bojovnici, njih 160, otvorili obruč oko Goražda i ušlo u taj grad. "Bojna Krajišnika" iz te pukovnije kasnije se pridružila obrani Bihaća. Sredinom ožujka 1992. godine promaknut je u čin general-bojnika HV-a, u kojem je kasnije i umirovljen. U svibnju 1992. je Mate Šarlija namjeravao sa svojim postrojbama preko Igmana deblokirati Sarajevo. Uvjeren u svoje profesionalno ratničko iskustvo i sposobnost svojih vojnika, jamčio je da će za dva dana razbiti obruč oko Sarajeva. Međutim, zapovjedništvo Armije BiH je zabranilo HVO-u prolaz kroz Konjic i time spriječilo Šarlijine namjere. Izlika zapovjedništvu Armije BiH za to je bila "da ih ustaše neće oslobađati".